# Pokolenie 1910
Pokolenie 1910 – katastroficzny nurt w twórczości poetów polskich tworzących w latach 1930–1939.

## Historia
Badania historycznoliterackie dr hab. Teresy Wilkoń wykazały, iż katastrofizm obecny w twórczości szeregu poetów polskich okresu międzywojennego, odegrał znacząca rolę w kształtowaniu poetyki twórców z Pokolenia Kolumbów. Zwykle literaturoznawcy traktowali katastrofizm w międzywojennej twórczości takich poetów, jak Władysław Sebyła, Józef Czechowicz, Konstanty Ildefons Gałczyński, czy Mieczysław Jastrun, jako elementy nurtów artystycznych i filozoficznych (symbolizmu, ekspresjonizmu, czy egzystencjalizmu). Wilkoń wykazała, iż ton katastroficzny nie był zjawiskiem marginalnym dla poetów urodzonych około 1910 roku, ale zaistniał jako realny prąd literacki.
W okresie dwudziestolecia katastrofizm obecny był w literaturze, malarstwie, grafice i filmie. Na poetów wywarła wpływ jego obecność u Brunona Schulza, Aleksandra Wata, Jerzego Andrzejewskiego czy Brunona Jasieńskiego. Katastrofizm znajdujemy też w publicystyce, np. u Wacława Berenta i Stanisława Przybyszewskiego. Katastrofistą był Witkacy. Sytuacja ekonomiczna i społeczna wpłynęły na powstanie teorii o zbliżającym się upadku cywilizacji europejskiej, której wyrazicielem był niemiecki filozof Oswald Spengler. Komunizm i faszyzm, coraz bardziej przeobrażające się w totalitaryzm, wieściły zbliżający się konflikt na wielką skalę.

## Utwory
Do charakterystycznych utworów należących do wyrazistego nurtu katastroficznego Pokolenia 1910 zalicza się:
- Młyny Władysława Sebyły (ur. 1902)
- Sonata nieludzka Mieczysława Jastruna (ur. 1903)
- Żal Józefa Czechowicza (ur. 1903)[2]
- Bal u Salomona Konstantego Ildefonsa Gałczyńskiego (ur. 1905)
- tomik Trzy zimy oraz Poemat o czasie zastygłym Czesława Miłosza (ur. 1911)

Do Pokolenia 1910 Wilkoń zaliczyła również twórców z grupy literackiej „Wołyń”.